# Centralia (Washington)
Centralia er en by i Lewis County i den amerikanske delstat Washington med et areal på 19,3 km² og en befolkning på 14.742 indbyggere (2000). Centralia hed oprindeligt Centerville. Navnet ændredes til Centralia år 1891.
Blodbadet i Centralia var en voldsom konflikt den 11. november 1919 mellem veteranorganisationen American Legion og arbejdere i industrifagforeningen Industrial Workers of the World. Seks personer døde.

## Kendte personer fra Centralia
- Merce Cunningham, koreograf